# Burnie
Burnie ist eine Stadt an der Nordwestküste im Bundesstaat Tasmanien, einer Insel von Australien. Sie wurde 1827 als Emu Bay (Emu-Bucht) gegründet und nach dem flugunfähigen Vogel benannt. In den frühen 1840er-Jahren wurde der Ort nach William Burnie, einem Direktor der Niederländischen Ostindien-Kompanie, umbenannt.

## Stadt

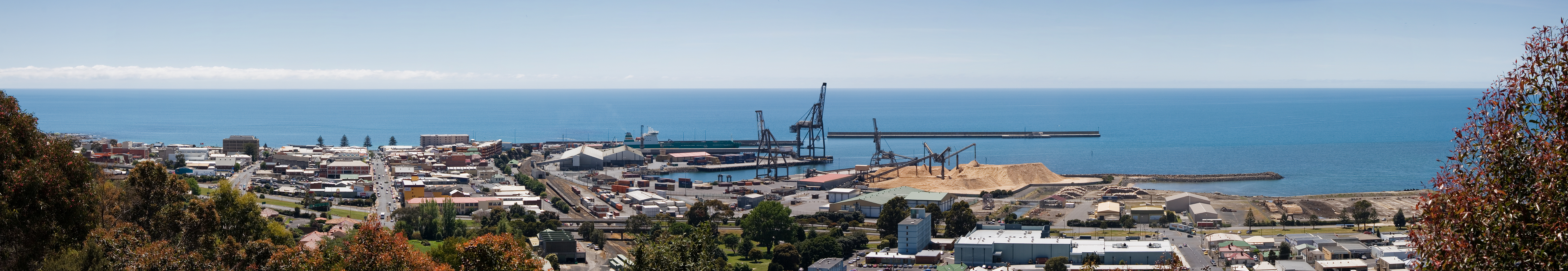
Hafen von Burnie

Die Stadt mit etwa 20.000 Einwohnern ist für die Region von großer Bedeutung, da sie einen Tiefseehafen besitzt, der auch von Containerschiffen angelaufen werden kann. Burnie ist durch Schwerindustrie für Maschinen- und Anlagebau und den fünftgrößten Containerhafen Australiens geprägt. Sie ist die viertgrößte Stadt Tasmaniens. Burnie verfügt über ein öffentliches und privates Krankenhaus, eine Universität, eine Hochschule und ein Weiterbildungsinstitut.

## Umgebung
Das Land an der Nordwestküste ist landschaftlich vom Menschen relativ unberührt geblieben. Gemäßigte Regenwälder, mäandernde und reißende Flüsse sowie eine stark zerklüftete Küstenlinie dominieren das Landschaftsbild.
In der Umgebung von Burnie wird Landwirtschaft erfolgreich betrieben und in der Stadt hat sich ein namhafter Käsereibetrieb niedergelassen, der regionale Produkte anbietet. Ferner hat die Forstwirtschaft große Bedeutung.

## Tourismus
In der Stadt gibt es ein Museum, eine Kunstgalerie und ein Pinguin-Observatorium, in dem die Vögel beobachtet werden können. In Burnie ist ein ursprüngliches Dorf nachgebaut, das Leben und Arbeiten in Tasmanien zu Beginn des 19. Jahrhunderts mit Schmiede, Sattler-, Druckereihandwerk und Krämerladen zeigt. Das Personal führt dies in hergebrachter Kleidung vor.
Am Stadtrand liegt ein Aussichtsplatz mit Picknickplätzen. Es gibt in Burnie eine Papiermühle, in der Papier handgeschöpft und kunstvoll gestaltet wird. In der Stadt können Touristen in Hotels, Ferienwohnungen oder auf dem Campingplatz wohnen.
Etwa 20 Autominuten von der Stadt entfernt befindet sich der Flugplatz von Burnie mit Flugmöglichkeiten nach Australien. Der Ort kann des Weiteren über die vierspurige Bass Highway oder Murchison Highway und mit der Eisenbahn erreicht werden.

## Persönlichkeiten
- Tim O’Shannessey (* 1972), Radsportler
- Marcus Marshall (* 1978), Autorennfahrer
- Amy Cure (* 1992), Radrennfahrerin